# François Bailly
Pour les articles homonymes, voir François Bailly (homme politique) et Bailly.
François Bailly (1630?-1690) est un maître maçon et architecte qui a vécu à Montréal, Canada.   

## Biographie
Né à La Rochelle en France, il est venu au Canada en 1659, sous contrat avec l'abbé Queylus. Il a formé des partenariats tout d'abord avec Urbain Brossard puis avec Michel Bouvier[Lequel ?]. Son travail le plus notable est l'église Notre-Dame de Montréal, construite sous la direction de François Dollier de Casson, qui se trouvait sur une plus grande échelle que l'église Notre-Dame de Québec.  
Bailly a également occupé des fonctions publiques. En 1663, Bailly avait rejoint la milice Sainte-Famille. En 1667, il fut nommé sergent-royal et, en 1676, geôlier et concierge des prisons.

## Gallery

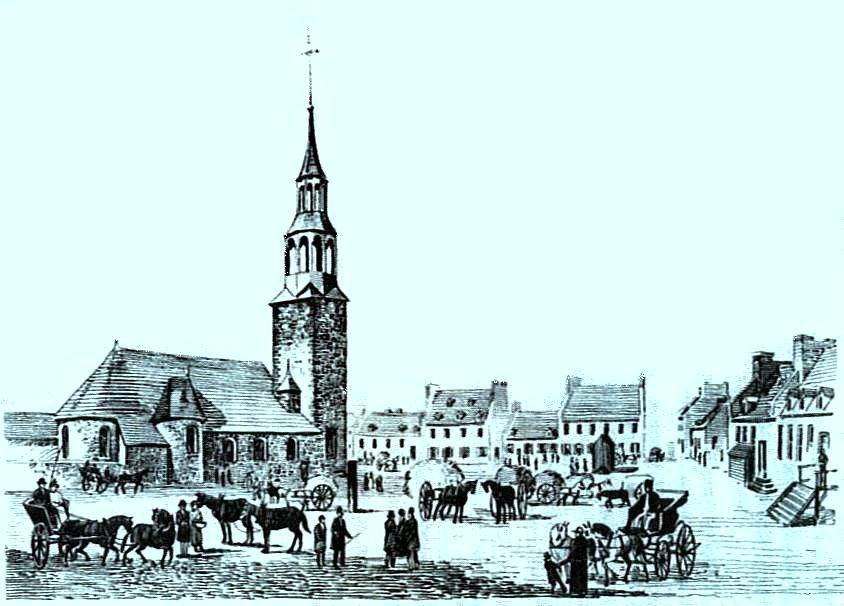
Église Notre-Dame à Montréal
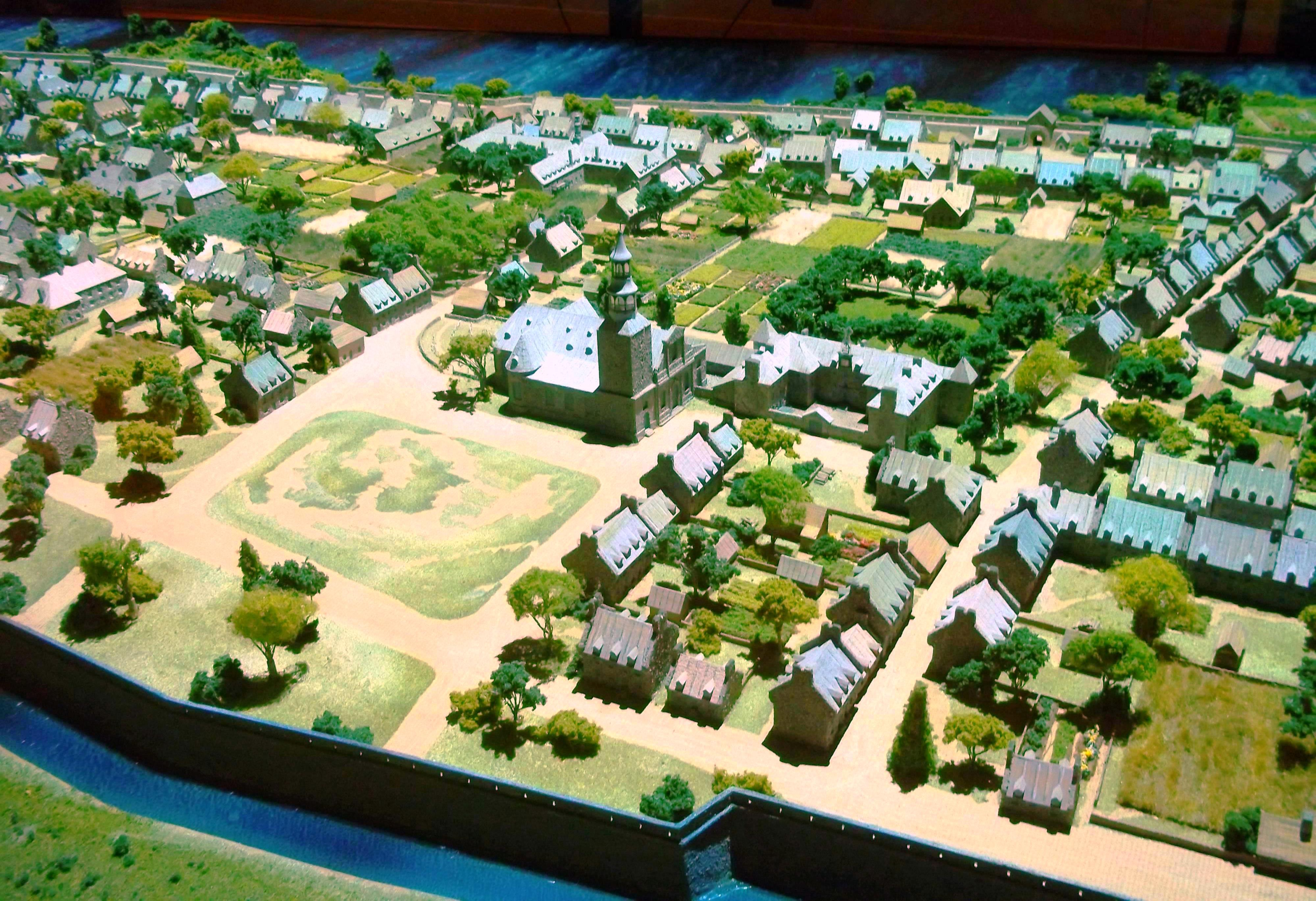
Secteur de l'Église Notre-Dame à Montréal
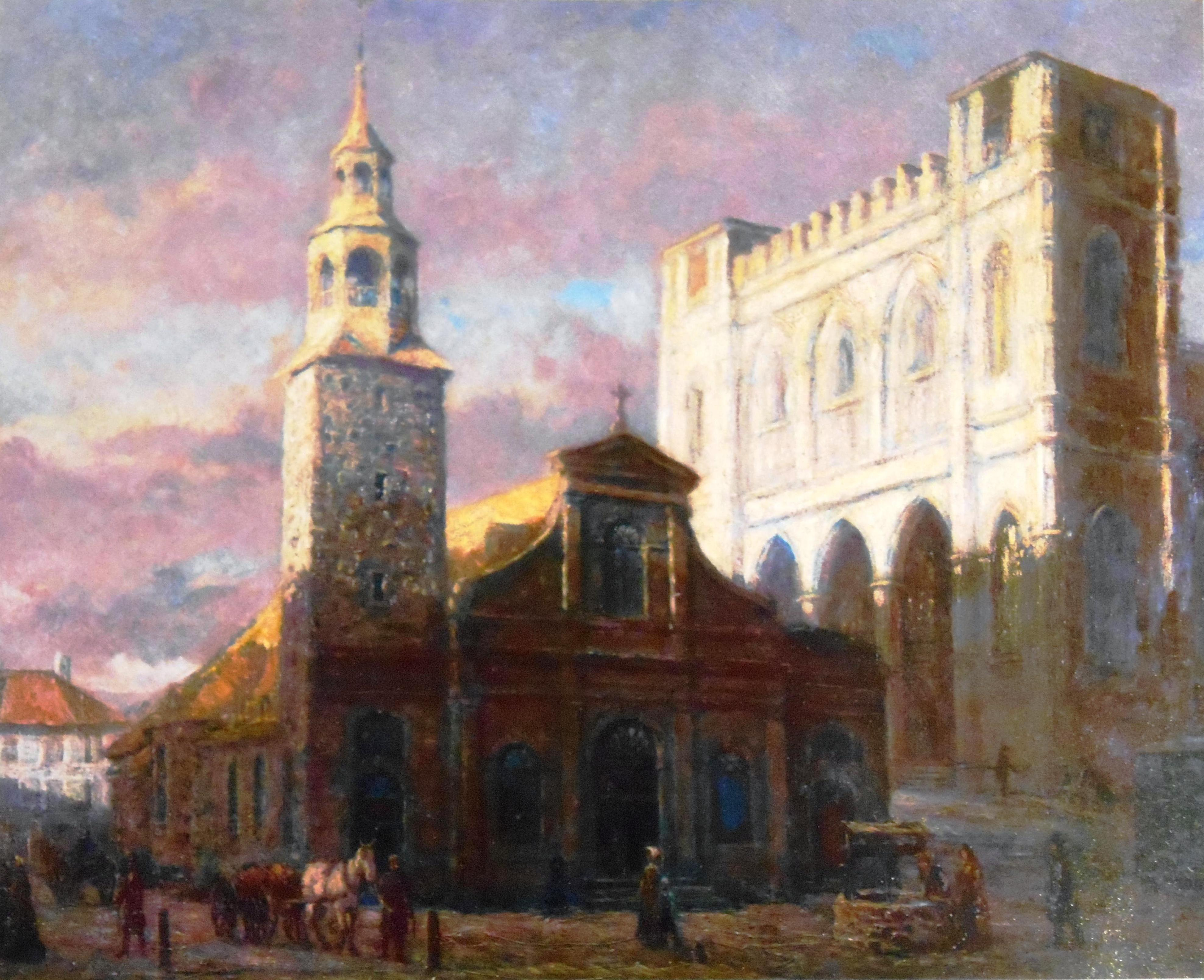
La Basilique Notre-Dame à côte de l'ancienne église
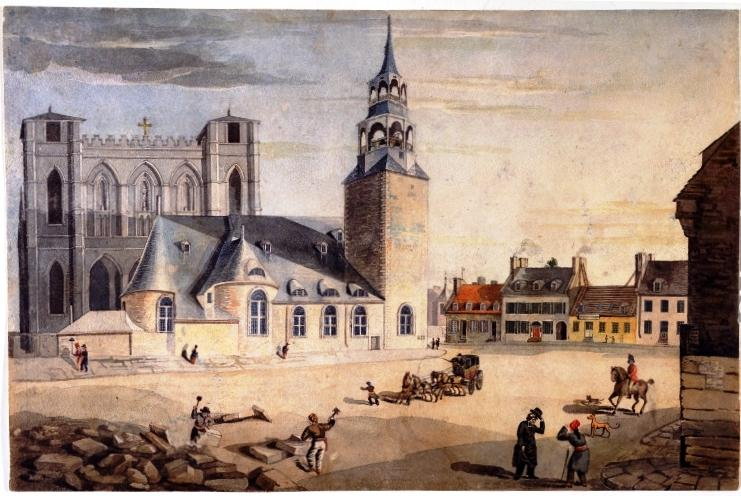
Place d'Armes en 1828